# Irische Frauen-Cricket-Nationalmannschaft
Die irische Frauen-Cricket-Nationalmannschaft (englisch Ireland women’s cricket team, abgekürzt Ireland W oder Ireland W), vertritt die Insel Irland als Frauen-Nationalmannschaft auf internationaler Ebene in der Sportart Cricket. Das Team wird von Cricket Ireland (CI) geleitet und ist seit 2017 Vollmitglied im International Cricket Council. Die Mannschaft besitzt somit WTest-Status.
Irland bestritt seinen ersten WTest 2000 gegen Pakistan. Größte Erfolge bei Turnieren waren der vierte Platz beim Women’s Cricket World Cup (1988) und die Vorrunde beim T20 World Cup (2014, 2016, 2018, 2023).
Die irische Frauen-Nationalmannschaft repräsentiert die gesamte irische Insel. Ihr gehören Spielerinnen sowohl aus der Republik Irland als auch aus dem zum Vereinigten Königreich gehörenden Nordirland an. Daher nutzt das Team die Flagge von Cricket Ireland und als Hymne Ireland’s Call, die auch von der irischen Frauen-Rugby-Union-Nationalmannschaft genutzt wird. Das Team wird, neben der ähnlich aufgestellten Hockeynationalmannschaft der Herren und der Damen sowie der Frauen-Rugby-Union-Nationalmannschaft, als wichtiges Symbol für Frieden und Zusammenarbeit auf der politisch geteilten Insel betrachtet.

## Geschichte

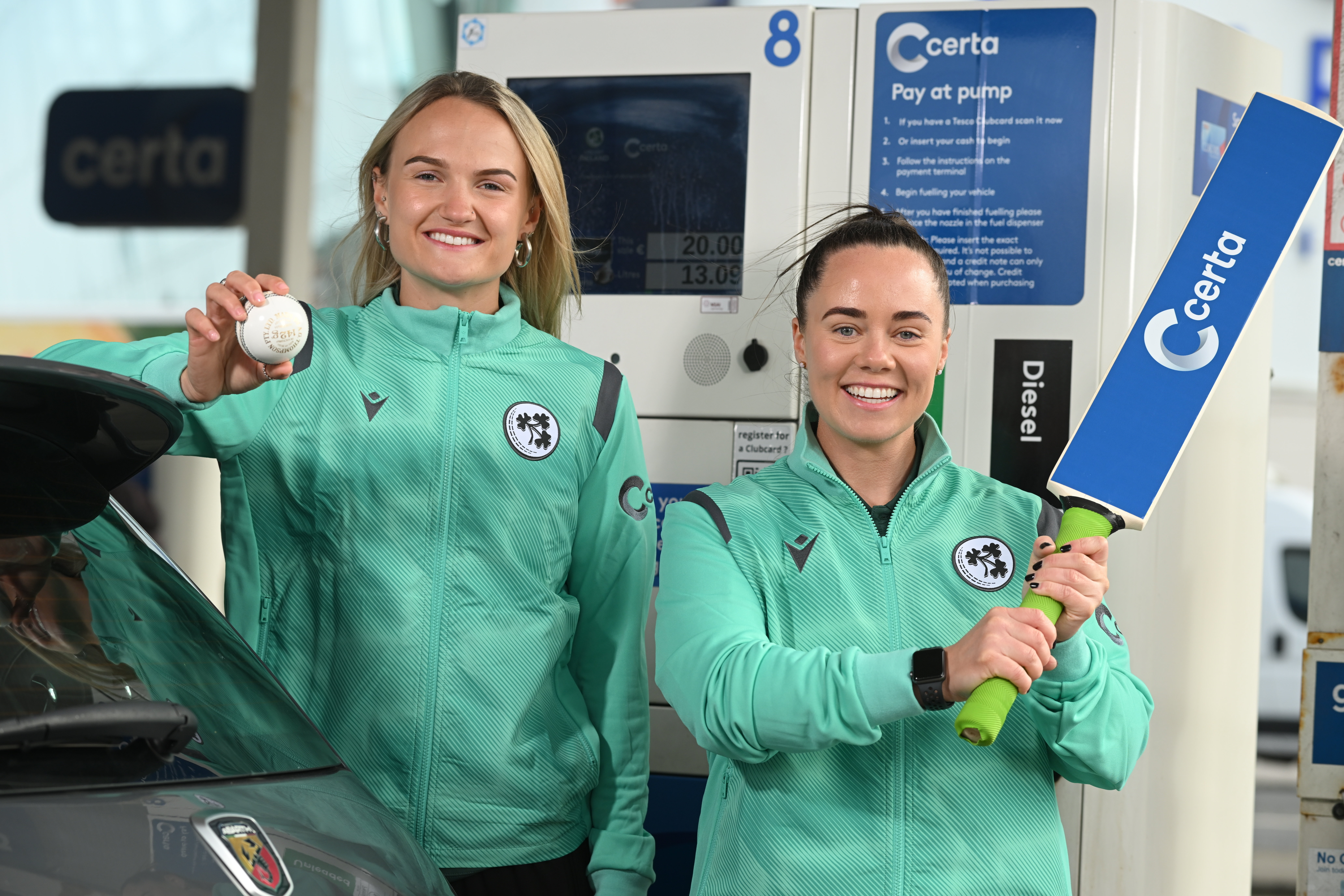
Die irischen Cricketspielerinnen Gaby Lewis und Laura Delany bei einer Sponsorenveranstaltung mit Certa

Das irische Frauen-Cricketteam wurde 1987 ins Leben gerufen. Ihre erste Tour absolvierten sie dann im Sommer 1987 gegen Australien. Daraufhin wurden sie im folgenden Jahr nach Australien zum Women’s Cricket World Cup 1988 eingeladen, wobei ihnen ein vierter Platz gelang. In der Folge nahmen sie regelmäßig an Europameisterschaften teil. Bei der Weltmeisterschaft 1993 schieden sie als Fünfter in der Vorrunde aus. Vier Jahre später erreichten sie das Viertelfinale, scheiterten dort jedoch an Neuseeland. Im Sommer 2000 bestritten sie unter ihrer Kapitänin Miriam Grealey gegen Pakistan den ersten und bis heute einzigen WTest. Beim Women’s Cricket World Cup 2000 scheiterten sie abermals in der Vorrunde. Im Folgejahr wurde der irische Frauen-Cricket-Verband Irish Women's Cricket Union mit dem Männer-Cricket-Verband Cricket Ireland (CI) verschmolzen.
Bei der Women’s Cricket World Cup 2005 nahmen sie noch ein Mal an der Weltmeisterschaft Teil, schieden jedoch in der Vorrunde aus, seitdem gelang ihnen nicht mehr die Qualifikation. Dies lag auch daran, dass die Teilnehmerzahl bei dem Turnier begrenzt wurde. Im Jahr 2014 nahmen sie erstmals beim ICC Women’s World Twenty20 teil, schieden jedoch in der Vorrunde aus. Dies gelang ihnen auch bei beiden folgenden Ausgaben (2016, 2018). Beim ICC Women’s T20 World Cup Qualifier 2019 scheiterten sie an Bangladesch. Im März 2022 händigte der irische Verband erstmals Profi-Verträge an seine Nationalspielerinnen aus. Kurz darauf wurden sie in die ICC Women’s Championship 2022–2025 integriert. Beim ICC Women’s T20 World Cup Qualifier 2022 gelang ihnen der zweite Platz und so qualifizierten sie sich wieder für den ICC Women’s T20 World Cup 2023, bei dem sie jedoch kein Spiel gewinnen konnten. Als wichtiger Erfolg wurde der Twenty20-Seriensieg bei ihrem ersten Besuch in Pakistan im November 2022 gesehen.

## Organisation
1923 gründeten die fünf Provinzverbände Leinster Cricket Union, Munster Cricket Union, Northern Cricket Union, Connacht Cricket Union und North West Cricket Union den gesamtirischen Verband Irish Cricket Union (überwiegend Cricket Ireland genannt). 1993 wurde er als assoziiertes Mitglied in den International Cricket Council (ICC) aufgenommen und 2017 Vollmitglied des ICC.
Cricket Ireland stellt die Irland vertretenen Cricket-Nationalmannschaften, einschließlich der für die Männer, Frauen und Jugend, zusammen. Der Verband ist außerdem verantwortlich für die Durchführung von WTest-, WODI- und WTwenty20-Serien gegen andere Nationalmannschaften sowie die Organisation von Heimspielen und -turnieren. Neben der Aufstellung des Teams ist er verantwortlich für den Kartenverkauf, der Gewinnung von Sponsoren und der Vermarktung der Medienrechte.
Kinder und Jugendliche werden bereits in der Schule an den Cricketsport herangeführt und je nach Interesse und Talent beginnt dann die Ausbildung. Wie andere Cricketnationen verfügt Irland über eine U-19-Nationalmannschaft, die an der entsprechenden Weltmeisterschaft teilnimmt.

## Flagge und Hymne

Flagge von Cricket Ireland

Das Logo enthält ein Shamrock (dreiblättriges Kleeblatt) auf einen Cricketball. Bei Länderspielen wird nur die Verbandsflagge gehisst, die das typisch irische Shamrock-Symbol in grün auf einem dunkelblauen Hintergrund zeigt.
Die irische Frauen.Cricket-Nationalmannschaft ist eine der wenigen nationalen Mannschaften auf der Insel, die sowohl bei irischen Nationalisten als auch bei den Anhängern einer Union mit dem Vereinigten Königreich Unterstützung genießt. Da die Mannschaft sich aus Spielerinnen aus zwei voneinander unabhängigen Ländern zusammensetzt, gab es in der Vergangenheit mehrmals Kontroversen über die zu verwendenden Flaggen und Hymnen. Als Kompromiss wird seit den 1990er Jahren bei Länderspielen Ireland’s Call gespielt, eine von Phil Coulter ursprünglich für die Rugby-Union-Nationalmannschaft der Insel komponierte Hymne, die das Zusammengehörigkeitsgefühl der vier historischen Provinzen Irlands betont und keinen Hinweis auf die politische Teilung enthält.

## Spielerinnen

### Spielerstatistiken
Insgesamt haben für Irland elf Spielerinnen WTests, 101 Spielerinnen WODIs und 57 Spielerinnen WTwenty20s gespielt. Im Folgenden sind die Spielerinnen aufgeführt, die für die irische Mannschaft die meisten Runs und Wickets erzielt haben.

#### Runs
| WTest                  | WTest                  | WTest                  | WTest                  | WODI                   | WODI                   | WODI                   | WODI                   | WTwenty20              | WTwenty20              | WTwenty20              | WTwenty20              |
| Spielerin              | Zeitraum               | WTests                 | Runs                   | Spielerin              | Zeitraum               | WODIs                  | Runs                   | Spielerin              | Zeitraum               | WTwenty20              | Runs                   |
| ---------------------- | ---------------------- | ---------------------- | ---------------------- | ---------------------- | ---------------------- | ---------------------- | ---------------------- | ---------------------- | ---------------------- | ---------------------- | ---------------------- |
| Caitriona Beggs        | 2000                   | 1                      | 68                     | Gaby Lewis             | 2016–heute             | 58                     | 1.699                  | Gaby Lewis             | 2014–heute             | 097                    | 2.472                  |
| Karen Young            | 2000                   | 1                      | 58                     | Miriam Grealey         | 1987–2005              | 79                     | 1.412                  | Laura Delany           | 2010–heute             | 116                    | 1.416                  |
| Anne Linehan           | 2000                   | 1                      | 27                     | Laura Delany           | 2010–heute             | 71                     | 1.371                  | Orla Prendergast       | 2019–heute             | 063                    | 1.302                  |
| Miriam Grealey         | 2000                   | 1                      | 16                     | Clare Shillington      | 1997–2017              | 90                     | 1.276                  | Amy Hunter             | 2021–heute             | 046                    | 1.064                  |
|                        |                        |                        |                        | Caitriona Beggs        | 1995–2008              | 61                     | 1.217                  | Clare Shillington      | 2008–2018              | 056                    | 1.019                  |
| Stand: 10. August 2025 | Stand: 10. August 2025 | Stand: 10. August 2025 | Stand: 10. August 2025 | Stand: 10. August 2025 | Stand: 10. August 2025 | Stand: 10. August 2025 | Stand: 10. August 2025 | Stand: 10. August 2025 | Stand: 10. August 2025 | Stand: 10. August 2025 | Stand: 10. August 2025 |

#### Wickets
| WTest                  | WTest                  | WTest                  | WTest                  | WODI                   | WODI                   | WODI                   | WODI                   | WTwenty20              | WTwenty20              | WTwenty20              | WTwenty20              |
| Spielerin              | Zeitraum               | WTests                 | Wickets                | Spielerin              | Zeitraum               | WODIs                  | Wickets                | Spielerin              | Zeitraum               | WTwenty20s             | Wickets                |
| ---------------------- | ---------------------- | ---------------------- | ---------------------- | ---------------------- | ---------------------- | ---------------------- | ---------------------- | ---------------------- | ---------------------- | ---------------------- | ---------------------- |
| Isobel Joyce           | 2000                   | 1                      | 6                      | Isobel Joyce           | 1999–2018              | 79                     | 66                     | Laura Delany           | 2010–heute             | 116                    | 87                     |
| Catherine O’Neill      | 2000                   | 1                      | 6                      | Ciara Metcalfe         | 1999–2017              | 53                     | 60                     | Arlene Kelly           | 2022–heute             | 047                    | 63                     |
| Barbara McDonald       | 2000                   | 1                      | 4                      | Barbara McDonald       | 1993–2005              | 57                     | 54                     | Eimear Richardson      | 2008–2024              | 075                    | 60                     |
| Ciara Metcalfe         | 2000                   | 1                      | 4                      | Cara Murray            | 2018–heute             | 34                     | 50                     | Orla Prendergast       | 2019–heute             | 063                    | 46                     |
|                        |                        |                        |                        | Catherine O’Neill      | 1993–2003              | 41                     | 45                     | Kim Garth              | 2010–2019              | 51                     | 42                     |
| Stand: 10. August 2025 | Stand: 10. August 2025 | Stand: 10. August 2025 | Stand: 10. August 2025 | Stand: 10. August 2025 | Stand: 10. August 2025 | Stand: 10. August 2025 | Stand: 10. August 2025 | Stand: 10. August 2025 | Stand: 10. August 2025 | Stand: 10. August 2025 | Stand: 10. August 2025 |

### Mannschaftskapitäninnen
Bisher hat insgesamt eine Spielerin als Kapitänin für Irland bei einem WTest fungiert, 14 für ein WODI und acht für ein WTwenty20.
| WTest | WTest          | WTest    | WODI              | WODI       | WTwenty20         | WTwenty20  |
| Nr.   | Name           | Zeitraum | Name              | Zeitraum   | Name              | Zeitraum   |
| ----- | -------------- | -------- | ----------------- | ---------- | ----------------- | ---------- |
| 1     | Miriam Grealey | 2000     | Mary-Pat Moore    | 1987–1993  | Isobel Joyce      | 2008–2016  |
| 2     |                |          | Sonia Reamsbottom | 1988       | Heather Whelan    | 2009       |
| 3     |                |          | Elizabeth Owens   | 1989–1990  | Ciara Metcalfe    | 2010–2011  |
| 4     |                |          | Miriam Grealy     | 1995–2000  | Cecelia Joyce     | 2012       |
| 5     |                |          | Nikki Squire      | 2001       | Clare Shillington | 2014       |
| 6     |                |          | Anne Lineham      | 2002       | Laura Delany      | 2016–2024  |
| 7     |                |          | Clare Shillington | 2003–2011  | Kim Garth         | 2019       |
| 8     |                |          | Heather Whelan    | 2004       | Gaby Lewis        | 2022–heute |
| 9     |                |          | Isobel Joyce      | 2008–2014  |                   |            |
| 10    |                |          | Ciara Metcalfe    | 2010–2011  |                   |            |
| 11    |                |          | Mary Waldron      | 2013–2017  |                   |            |
| 12    |                |          | Laura Delany      | 2016–2024  |                   |            |
| 13    |                |          | Gaby Lewis        | 2022–heute |                   |            |
| 14    |                |          | Orla Prendergast  | 2024       |                   |            |

## Bilanz
Die Mannschaft hat die folgenden Bilanzen gegen die anderen Vollmitglieder des ICC im WTest-, WODI- und WTwenty20-Cricket (Stand: 10. August 2025).
| Gegner      | WTests | WTests | WTests | WTests | WTests | WODIs | WODIs | WODIs | WODIs | WODIs | WTwenty20s | WTwenty20s | WTwenty20s | WTwenty20s | WTwenty20s |
| Gegner      | Sp.    | S      | U      | N      | R      | Sp.   | S     | U     | N     | NR    | Sp.        | S          | U          | N          | NR         |
| ----------- | ------ | ------ | ------ | ------ | ------ | ----- | ----- | ----- | ----- | ----- | ---------- | ---------- | ---------- | ---------- | ---------- |
| Australien  | 0      | 0      | 0      | 0      | 0      | 17    | 0     | 0     | 17    | 0     | 8          | 0          | 0          | 8          | 0          |
| Bangladesch | 0      | 0      | 0      | 0      | 0      | 10    | 1     | 0     | 7     | 2     | 14         | 6          | 0          | 8          | 0          |
| England     | 0      | 0      | 0      | 0      | 0      | 20    | 2     | 0     | 18    | 0     | 4          | 1          | 0          | 3          | 0          |
| Indien      | 0      | 0      | 0      | 0      | 0      | 15    | 0     | 0     | 15    | 0     | 2          | 0          | 0          | 2          | 0          |
| Neuseeland  | 0      | 0      | 0      | 0      | 0      | 20    | 0     | 0     | 18    | 2     | 4          | 0          | 0          | 4          | 0          |
| Pakistan    | 1      | 1      | 0      | 0      | 0      | 22    | 16    | 0     | 6     | 0     | 19         | 4          | 0          | 15         | 0          |
| Sri Lanka   | 0      | 0      | 0      | 0      | 0      | 7     | 2     | 0     | 4     | 1     | 5          | 1          | 0          | 4          | 0          |
| Südafrika   | 0      | 0      | 0      | 0      | 0      | 20    | 1     | 0     | 18    | 1     | 13         | 2          | 0          | 11         | 0          |
| West Indies | 0      | 0      | 0      | 0      | 0      | 12    | 1     | 0     | 10    | 1     | 8          | 0          | 0          | 8          | 0          |

## Internationale Turniere

### Women’s Cricket World Cup
- 1973: nicht teilgenommen
- 1978: nicht teilgenommen
- 1982: nicht teilgenommen
- 1988: 4. Platz
- 1993: Vorrunde
- 1997: Viertelfinale
- 2000: Vorrunde
- 2005: Vorrunde
- 2009: nicht qualifiziert
- 2013: nicht qualifiziert
- 2017: nicht qualifiziert
- 2022: nicht qualifiziert
- 2025: nicht qualifiziert
- 2029: noch ausstehend

### Women’s T20 World Cup
- 2009: nicht qualifiziert
- 2010: nicht qualifiziert
- 2012: nicht qualifiziert
- 2014: Vorrunde
- 2016: Vorrunde
- 2018: Vorrunde
- 2020: nicht qualifiziert
- 2023: Vorrunde
- 2024: nicht qualifiziert
- 2026: noch ausstehend
- 2028: noch ausstehend